# ویلهلم شلنک
ویلهلم شلنک (آلمانی: Wilhelm Schlenk؛ ۲۲ مارس ۱۸۷۹ – ۲۹ آوریل ۱۹۴۳) یک شیمی‌دان اهل آلمان بود.